# نيل دونالد وولش
نيل دونالد وولش (بالإنجليزية: Neale Donald Walsch)‏ هو رجل دين وعالم روحاني وهو مؤلف أفضل الكتب مبيعاً وهي سلسلة من ثلاث كتب بعنوان حوار مع الله (conversation with god) والتي حطمت كل الارقام القياسية حسب قائمة أفضل المبيعات لنيويورك تايمز.
و قد تمت طباعة أكثر من 22 كتابا لنيل بالإضافة إلى البرامج المرئية والمسموعة ويبقى مسافرا حول العالم حاملاً رسالته الروحانية.

## وصلات خارجية
- نيل دونالد وولش على موقع IMDb (الإنجليزية)
- نيل دونالد وولش على موقع ميوزك برينز (الإنجليزية)
- نيل دونالد وولش على موقع ديسكوغز (الإنجليزية)
- نيل دونالد وولش على موقع قاعدة بيانات الفيلم (الإنجليزية)

- الموقع الشخصي لنيل دونالد وولش
- «التوّحد مع الله» حوار لنيل دونالد وولش مع جيل ديكل